# Gebied van Grol
Het gebied van Grol was vanaf 1236 tot 1795 een bestuurlijk gebied in de Graafschap Zutphen. Het gebied bestond uit het stadje Grol (tegenwoordig Groenlo geheten) en haar schependom, met de havezate Marhulsen en de buurtschap Hupsel.

## Geschiedenis
Grol was oorspronkelijk een deel van het graafschap Lohn en werd daarna van dat graafschap gescheiden. Grol was een bezit van de heerlijkheid Borculo. In 1236 verkocht eigenaar Hendrik II van Borculo Grol om onduidelijke redenen aan graaf Otto II van Gelre. Grol werd daardoor een Gelderse exclave omsloten door de heerlijkheid Borculo, waarvan de heerlijkheid Lichtenvoorde zich pas in latere tijden zou afsplitsen.
De bestuursinrichting van Grol bestond uit zes raden, twee burgemeesters en vier schepenen. De richter van Grol stond onder de landdrost van het Graafschap Zutphen. Het is mogelijk dat Grol, net als Doesburg en Lochem een bepaalde tijd onder het Landdrostambt van Zutphen viel. Met de komst van de Fransen werden in 1795 alle feodale rechten formeel afgeschaft en werd het vanaf 1811 mairie (gemeente) Groenlo genoemd. Eerste maire (burgemeester) van de gemeente was Johan Arnold Hummelink.
Anholt · Bahr en Lathum · Bergh · Borculo · Bredevoort · Doesburg · Lichtenvoorde · Lochem · Liemers · Groenlo · Wisch · Zutphen (landdrostambt) · Zutphen (scholtambt)